# 聖費利佩德阿拉胡埃利塔區
聖費利佩德阿拉胡埃利塔區（西班牙語：San Felipe de Alajuelita），是哥斯達黎加的一個區，位於該國中部聖何塞省，始建於1909年6月4日，面積5.16平方公里，海拔高度1,110米，2011年人口31,648，人口密度每平方公里6,133.33人。